# Primi ministri della Dominica
Lista di Primi ministri della Dominica. Questa pagina contiene la lista dei Capi di governo della Dominica dall'anno dell'indipendenza del Paese caraibico (1978) all'attualità.

## Lista
| Primo ministro | Primo ministro | Primo ministro                | Partito                           | Mandato        | Mandato       |
| Primo ministro | Primo ministro | Primo ministro                | Partito                           | Inizio         | Fine          |
| -------------- | -------------- | ----------------------------- | --------------------------------- | -------------- | ------------- |
| 1              |                | Patrick John (1938-2021)      | Partito Laburista di Dominica     | 1978           | 1979          |
| 2              |                | Oliver Seraphin (1943)        | Partito Laburista di Dominica     | 1979           | 1980          |
| 3              |                | Eugenia Charles (1919 – 2005) | Partito della Libertà di Dominica | 1980           | 1995          |
| 4              |                | Edison James (1943)           | Partito Unito dei Lavoratori      | 1995           | 2000          |
| 5              |                | Rosie Douglas (1941 – 2000)   | Partito Laburista di Dominica     | febbraio 2000  | ottobre 2000  |
| 6              |                | Pierre Charles (1954 – 2004)  | Partito Laburista di Dominica     | 2000           | 2004          |
| 7              |                | Osborne Riviere (1932 - 2017) | Partito Laburista di Dominica     | 6 gennaio 2004 | 8 agosto 2004 |
| 8              |                | Roosevelt Skerrit (1972)      | Partito Laburista di Dominica     | 2004           | in carica     |